# Extreme Dinosaurs
Extreme Dinosaurs is een Amerikaanse animatieserie geproduceerd door DIC Productions, L.P. in 1997, gebaseerd op een speelgoedlijn uit 1996 van Mattel. Deze show is een spin-off van Street Sharks (waar ze voor het eerst verschenen als de Dino Vengers).
De show is in dezelfde geest als Teenage Mutant Ninja Turtles en Jurassic Park. Bohbot Entertainment runde Extreme Dinosaurs in syndication als onderdeel van hun BKN Kids Network-blok, waar het in 1997 een seizoen lang werd uitgezonden.